# Spilarctia ummera
Spilarctia ummera là một loài bướm đêm thuộc phân họ Arctiinae, họ Erebidae.